# Jessica Rabbit
Jessica Rabbit es un personaje ficticio de Who Censored Roger Rabbit? y de su adaptación cinematográfica ¿Quién engañó a Roger Rabbit?. Ella es representada como la esposa de Roger Rabbit. Jessica es reconocida como un ícono sexual de la animación. También es conocida por su frase en la película "Yo no soy mala, es que me han dibujado así".
El escritor Gary K. Wolf se basó principalmente en el personaje del cortometraje animado de Tex Avery, Red Hot Riding Hood. La primera versión de la película incluyó inspiraciones de varias actrices. Richard Williams explicó:

Traté de hacerla como Rita Hayworth; tomamos su cabello de Veronica Lake y Zemeckis seguía diciendo "¿Qué tal con el aspecto que tenía Lauren Bacall?".

Él describió esa combinación como una «fantasía masculina definitiva, hecha por un dibujante.» Originalmente antes de que Robert Zemeckis fuera el director del largometraje, Jessica Rabbit comenzó con un diseño diferente y Russi Taylor como la actriz de voz que se muestra en imágenes de prueba para la película. Finalmente, Kathleen Turner fue la encargada de darle voz.

## Aparencia
Se la representa como una mujer de cabello rojo, grandes ojos verdes brillantes y labios gruesos y de un rojo intenso. Es muy alta y tiene una figura curvilínea, con pechos muy grandes, cintura estrecha y caderas anchas. Su vestido es rojo, guantes largos morados y tacones rojos.

## Personalidad y rasgos
A pesar de su apariencia de mujer fatal, Jessica es amable y sensible. Al principio de la película se sospecha que es la amante de Marvin Acme (el maestro industrial de Toontown), pero luego resulta que ella fue elegida por él para custodiar su testamento. Aunque parece fría, distante y moralmente ambigua, ama genuinamente a Roger Rabbit, le explica a Eddie Valiant que su extraño humor le interesa y se muestra dulce y protectora con él en el clímax de la película. Es muy femenina, educada, intelectual, astuta, valiente, segura de sí misma, decidida y autosuficiente, poniéndose en riesgo a sabiendas en la segunda parte de la película. Aunque está controlada la mayor parte del tiempo, sólo pierde los estribos al ver Dip, el único químico que puede matar a los toons.